# Hakke
En hakke er et håndredskab, der finder flersidig anvendelse i land-, have- og skovbrug.

## Svære hakker
Mens man ved brug af spade tager foden til hjælp for at trykke redskabet i jorden, føres hakken alene med armene. Til løsning af hård og stenet jord, hvor greb og spade vanskelig kan trænge i, fordres stærke og ret svære hakker, mens de ulige roe- og lugehakker gennemgående er lettere. Til opbrydning eller løsning af meget fast eller stenet jord benyttes spidshakke, der kan være enkelt eller dobbelt, idet hovedet til den ene side er tilspidset og til den anden mejseldannet med en skarp æg vinkelret på skaftets retning. Mergelhakken er en enkelt spids-hakke med smal mejseldannet spids.
Disse hakker er beregnede til svært arbejde og må derfor have en betydelig styrke. Materialet i hovedet er stål eller forstålet jern. Skafterne er af stærkt træ, ovalt i tværsnit og passer ind i et tilsvarende hul i hakkens hoved.

## Lette hakker
De lette hakker har rundt skaft, som kan sidde direkte på hakkens hoved eller på en kortere eller længere, lige eller buet arm (angel). Hertil roe-, hyppe- og udtyndingshakke, der leveres med ulige bredder af blade. Meget benyttet er tiger- og Vardehakke med svanehalsbøjet angel. Ved roe- og udtyndings-hakker danner skaftet ofte en vinkel på ca. 75° med bladet, så at dette i normal arbejdsstilling omtrent vil følge jordoverfladen. Afhugget ukrudt samt jord vil glide hen over bladet og ikke trækkes fra planterne. Hyppe-hakken skal derimod føre jorden med og har derfor bladplanet på tværs på skaftet.
Til lugning benyttes også såvel små som store hakker med trekantet blad, i hvis midte skaftet er fastgjort; disse hakker kan også bruges som rillejern.

## Hjulhakker
Hjulhakker til rensning af rækkeafgrøder kan påsættes ulige rensejern, men kan kun gøre fyldest til overlig bearbejdning på nogenlunde løs jord. Den enkelte hjul-hakke har eet hjul og er fortrinsvis beregnet til at rense mellem 2 rækker; den dobbelte hakke renser på hver side af rækkerne.

## Hakker til skovarbejde
Hakken bruges i ulige former i skoven; almindeligst er plantehakken (Sarauw’s) med langt, svagt buet skaft og et bredt blad, hvis kanter danner en nedadvendende spidsbue; den bruges i stedet for spaden og har det fortrin at arbejde hurtigere samt at skørne jorden bedre; derimod kan man ikke nå så dybt med hakken som med spaden, og på tørvejord er hakken ubrugelig. Spids- og bredhakken er den samme som ved andet jordarbejde og bruges til at bryde faste lag i jorden med. Lugehakken har et kort, lige træskaft. Bladet er 2-sidigt og har i almindelighed til den ene side en skarp, lige kant, der sidder vinkelret på skaftets retning, og til den anden side en række korte tænder.